# Micropimpla lucida
Micropimpla lucida  (лат.) — ископаемый вид перепончатокрылых наездников рода Micropimpla из семейства Ichneumonidae. Один из древнейших представителей паразитических перепончатокрылых. Обнаружен в верхнемеловых отложениях (Россия, Дальний Восток, Магаданская область, Обещающий, ольская свита, возраст 70,6—84,9 млн лет).

## Описание
Мелкого размера перепончатокрылые наездники. Длина переднего крыла 2,1 мм.
Вид Micropimpla lucida был впервые описан по отпечаткам в 2010 году российским энтомологом Д. С. Копыловым (Москва, Россия). Включён в состав отдельного рода Micropimpla из вымершего подсемейства Labenopimplinae (Ichneumonidae).